# Scoporogas jeanneli
Scoporogas jeanneli är en stekelart som först beskrevs av Szepligeti 1914.  Scoporogas jeanneli ingår i släktet Scoporogas och familjen bracksteklar. Inga underarter finns listade i Catalogue of Life.